# Union marocaine des footballeurs professionnels
L'Union marocaine des footballeurs professionnels (UMFP) ou anciennement Association Marocaine des Footballeurs (AMF) est une organisation marocaine a but non lucratif, fondée en 2007, elle défend les droits des footballeurs professionnels marocains ou évoluant au Maroc.
Elle est reconnue par la FIFA et la CAF comme membre de la division Afrique de la Fédération internationale des associations de footballeurs professionnels (FIFPro).

## Histoire

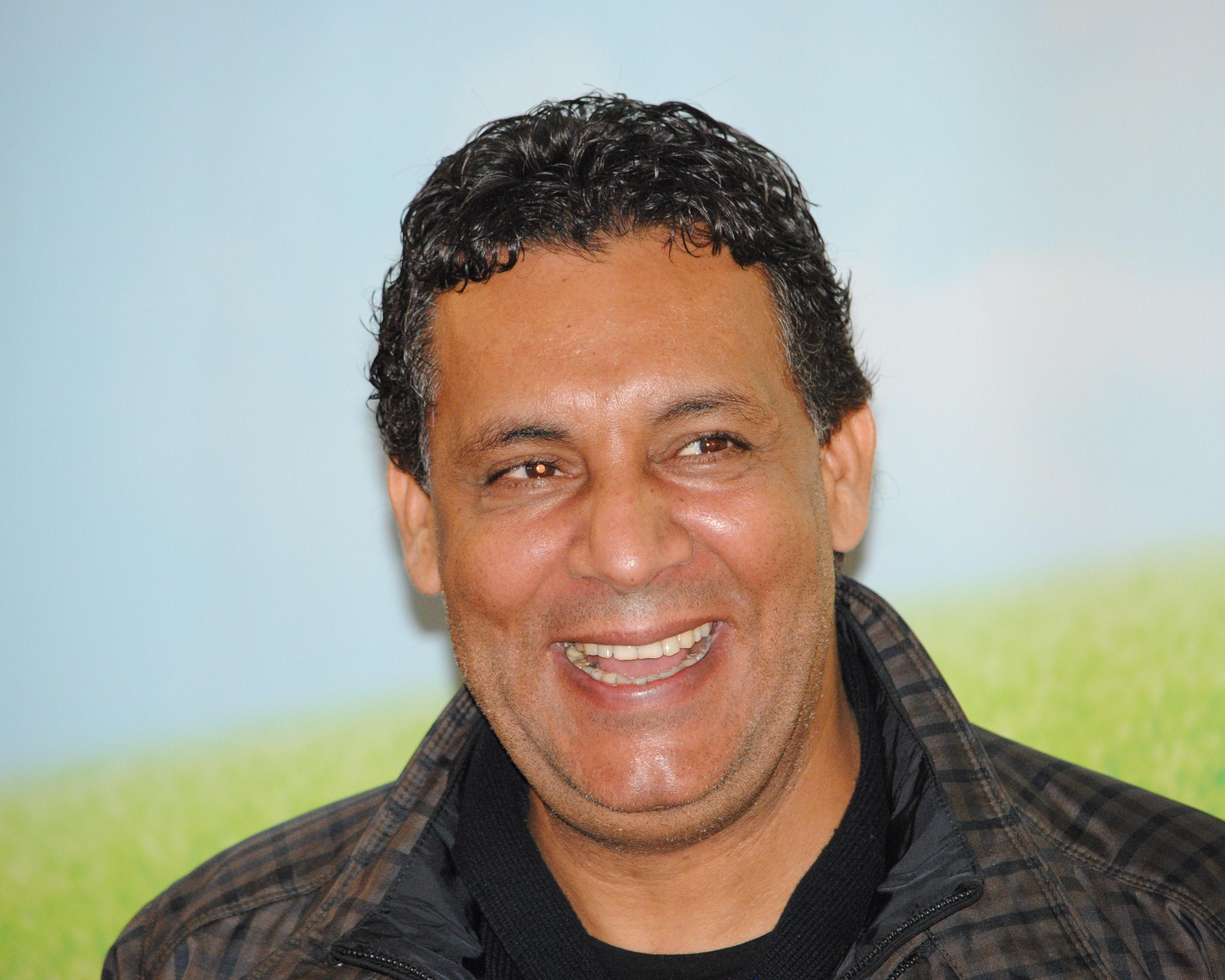
Mustapha El Haddaoui, fondateur de l'Union marocaine des footballeurs professionnels

C’est en 2006, que l'ancien international marocain Mustapha El Haddaoui, a fait part aux membres de la FIFPro, de sa volonté de créer une association de joueurs au Maroc, et un peu moins d’un an après, le 30 août 2007, l’Association Marocaine des Footballeurs naît. Mustapha El Hadaoui en devient le premier Président.
En novembre 2007, l’AMF fait son entrée à la FIFPro au congrès de Barcelone, en qualité de membre observateur puis en juin 2009, l'association devient candidat-membre à la FIFPro en marge du congrès de Johannesbourg. Le 11 novembre 2011, au Congrès de Tel Aviv, l’Association devient membre officiel de la FIFPro.
Le 20 septembre 2012, l’AMF organise sa première édition du gala des trophées en vue de récompenser les meilleurs joueurs et joueuses de la Botola Pro.
Un an après avoir été fait membre officiel, l’AMF participe à la réunion de la division Afrique au congrès annuel de la FIFPro, tenu à Washington le 8 octobre 2012.
En 2015, L’Association marocaine des footballeurs a officiellement changé de dénomination, devenant l'Union marocaine des footballeurs professionnels (UMFP). Le président Mustapha Haddaoui a été réélu par l’assemblée générale de l’UMFP à l'unanimité pour un mandat de 4 ans à la tête. Il a également été élu membre de la Ligue nationale de football professionnel.

## Rôle
l'Association marocaine des footballeurs est reconnue par la FIFA et la CAF comme membre de la division Afrique de la FIFPro, selon les accords FIFA-FIFPro, signé le 2 novembre 2006 à Barcelone, et ceux passés entre la CAF et la division Afrique de la FIFPro, le 23 février 2011 à Khartoum. Elle a pour rôle la défense des droits et des intérêts des footballeurs professionnels marocains ou évoluant au Maroc,,, ainsi que la représentativité auprès des instances institutionnelles nationales et internationales, elle est à l'origine de l'instauration d'un contrat type, devenu obligatoire pour tous les joueurs évoluant au Maroc. Elle a également milité pour la mise en place d'une Chambre des Litiges paritaire au sein de la Fédération Royale Marocaine de Football.
En partenariat avec la Fédération Royale Marocaine de Football (FRMF) et d'autres instances sportives, elle œuvre pour le développement et la promotion du football au Maroc,,.
L’UMFP organise une cérémonie annuelle dans laquelle sont récompensés les meilleurs joueurs et joueuses de la saison footballistique clôturée. Cet événement regroupe tous les intervenants du football marocains,,,.

## Organisation

### Conseil d'administration[17]
- Président : Mustapha El Haddaoui
- Vice-président : Mourad Hdiouad
- Secrétaire général : Harouane Mohamed
- Membres du conseil d'administration :
  - Lamia Boumahedi (Responsable de la commission du football féminin)[18]
  - Karim Adyel (Responsable de la commission juridique)
  - Hicham Mahdoufi (Conseiller technique)
  - Khalid Fouhami (Conseiller technique)
  - Nadir Lamyaghri (Conseiller à l'administration)